# Cantone di Saint-Germain-du-Plain
Il Cantone di Saint-Germain-du-Plain era una divisione amministrativa dell'arrondissement di Chalon-sur-Saône.
È stato soppresso a seguito della riforma complessiva dei cantoni del 2014, che è entrata in vigore con le elezioni dipartimentali del 2015.
Comprendeva i comuni di:
- L'Abergement-Sainte-Colombe
- Baudrières
- Lessard-en-Bresse
- Ouroux-sur-Saône
- Saint-Christophe-en-Bresse
- Saint-Germain-du-Plain
- Tronchy